# Argyroeides ophion
Argyroeides ophion là một loài bướm đêm thuộc phân họ Arctiinae, họ Erebidae.